# Фарнак II од Понта
Фарнак II од Понта (старогрчки: Φαρνακης; око 97 − 47. п. н. е.) је био понтски и босфорски краљ. Син је и наследник Митридата VI Понтског.

## Долазак на власт
Фарнак је био најмлађи син Митридата VI Понтског и његове сестре и жене Лаодике. Његов отац ратовао је са римским генералом Помпејем Великим. Фарнак је организовао заверу против свог оца. Његови планови су откривени, али је војска стала на његову страну не желећи да се бори против Помпеја. Митридат је присиљен на самоубиство 63. године п. н. е. Фарнак је потом отпочео са преговорима са Помпејем и однео му тело свога оца. Помпеј му је доделио и Босфорску краљевину и прогласио га за римског савезника.

## Рат против Цезара
Године 49. избио је грађански рат у Римској републици између тријумвира Помпеја Великог и Гаја Јулија Цезара. Фарнак је искористио ситуацију и својој власти је потчинио Колхиду и Малу Јерменију. Владар Галатије, Дејотар, молио је Цезаровог војсковођу Гнеја Домиција Калвина да интервенише против Фарнака. Убрзо је дошло до сукоба између римске и Фарнакове војске. Прва битка вођена је у близини Никопоља у Анадолији. Завршена је победом Фарнака и заузећем Понта.
Фарнак је потом повукао своје снаге како би угушио побуне у новоосвојеним земљама. Међутим, долазак Цезара лично га је приморао да се поново посвети Римљанима. Цезар је Фарнака уништио муњевитом брзином. Битка је вођена у близини Зеле. Фарнак се једва извукао са бојног поља, заједно са мањим одредом коњице. Цезар је, у писму пријатељу, лаконски изјавио: Veni, vidi, vici (Дођох, видех, победих).

## Смрт
Фарнак је побегао у Босфорску краљевину где је окупио малу војску састављену од Скита и Сармата. Са њима је био у стању да заузме неколико градова. Његов бивши генерал и зет, Асандер, напао га је и убио. Апијан наводи да је Фарнак страдао у борби. Касије Дион каже да је заробљен, а потом убијен.